# 梅塔河泰托脂鯉
梅塔河泰托脂鯉，為輻鰭魚綱脂鯉目脂鯉亞目脂鯉科的其中一個種，分布於南美洲哥倫比亞Güejar河流域，體長可達1.9公分，棲息在底中層水域，生活習性不明。